# Ammunition
Ammunition er materialet, der affyres, spredes, smides eller detonerer fra et våben eller et våbensystem. Udtrykket anvendes også om sprængstoffer. Begrebet ammunition omfatter både forbrugelige våben (f.eks. bomber, missiler, granater, landminer) og de komponenter i andre våben, der skaber effekten på et mål (f.eks. patroner og sprænghoveder).
Formålet med ammunition er at projicere en kraft mod et udvalgt mål for at opnå en effekt (som regel, men ikke altid, dødelig). Et eksempel på ammunition er en patron til skydevåben, som indeholder alle de nødvendige komponenter for at levere våbenets effekt i én samlet enhed. Indtil det 20. århundrede var sortkrudt det mest almindelige drivmiddel, men det er nu næsten fuldstændigt erstattet af moderne sammensætninger.
Ammunition findes i et bredt udvalg af størrelser og typer og er ofte designet til kun at fungere i specifikke våbensystemer. Der findes dog internationalt anerkendte standarder for visse typer ammunition (f.eks. 5.56 × 45 mm NATO), hvilket muliggør brugen på tværs af forskellige våben og af forskellige brugere. Der er også specifikke typer ammunition, der er designet til at have en specialiseret effekt på et mål, såsom panserbrydende granater og sporlysammunition, som kun anvendes under særlige omstændigheder. Ammunition er ofte mærket eller farvekodet på en bestemt måde for at lette identifikationen og forhindre, at forkerte ammunitionstyper bruges ved en fejl eller uhensigtsmæssigt.
I overført betydning betegner ammunition argumenter, som anvendes i en diskussion.

## Ordforklaring
Patroner er ammunition, som er patroneret, dvs. består af et hylster indeholdende drivladning og en fænghætte og et påmonteret projektil. Patroneret ammunition benyttes i våben i størrelse fra pistoler med en kaliber fra 2 mm (kaldet Kolibri), maskinpistoler, rifler og maskingeværer og op til 105 mm haubits eller rekylfri kanon.
Granater er ammunition i form af storkalibrede projektiler, der typisk affyres fra våben som granatkastere, kanoner eller mortérer, eller de kan være håndgranater, som kastes med håndkraft. Moderne granater er fyldt med højeksplosivt sprængstof og de detonerer normalt når de rammer målet. Nogle typer kan indstilles til at eksplodere med forsinkelse, dvs. nogen tid efter at de har truffet målet (fra brøkdele af et sekund indtil flere døgn).
Hagl er normalt mange projektiler der affyres fra samme patron.

## Generelt
Ammunitions design er bestemt af dets formål. Ammunition med projektiler, som er designet til at fragmentere i vævet når det træffer, har siden 1905 været strengt forbudt til brug mod mennesker iflg. Landkrigsreglementet (populærnavn: Genevekonventionen). Denne type projektiler er påbudt til riffeljagt, hvor målet er at dræbe et dyr så hurtigt og effektivt som muligt; i krig ønsker man derimod at sætte modstanderens personel ud af spillet uden at dræbe. Anti-personnel granater indeholder oftest små metalkugler, og er designet til at sprænges i luften over det fjendtlige infanteri, så granatsplinterne kan skade det størst mulige antal fjender.
Panserbrydende ammunition er generelt lavet af et hårdt materiale, og er spidst og tyndt. Brandprojektiler inkluderer granater med hvid fosfor, der brænder kraftigt. Lyssporprojektiler udsender lys og røg på vej mod målet, så skytten kan se det både i dagslys og om natten.
Ammunition, specielt til håndvåben, er specificeret af en stor mængde forskellige betegnelser med mål fra det metriske system og engelske mål som tommer og pund.
Komponenter til ammunition kan deles op i følgende kategorier:
- Eksplosiver og fremdriftsmidler
- Projektiler af enhver slags
- Hylstre

Ammunition oplagres i ammunitionsdepoter.

## Moderne tid
Moderne ammunitionstyper inkluderer ikke kun artilleri og mortérgranater, men i stigende grad flybomber, målsøgende bomber, raketter og missiler.